# Copperopolis (album)
Pour les articles homonymes, voir Copperopolis.
Albums de Grant Lee Buffalo
Mighty Joe Moon
(1994) Jubilee
(1998)
Copperopolis est le troisième album du groupe alternatif américain Grant Lee Buffalo. L'album est sorti en juin 1996 sur les labels Slash et Reprise.

## Liste des pistes
- Homespun
- The bridge
- Arousing thunder
- Even the oxen
- Crackdown
- Armchair
- Bethlehem steel
- All that i have
- Two & two
- Better for use
- Hyperion & sunset
- Comes to blow
- The only way down

## Membres de l'album
- Grant Lee phillips
- Paul Kimble
- Joey Peters